# بريمية فانثييلية
بريمية فانثييلية (الاسم العلمي:Leptospira vanthielii) هي نوع من البكتيريا تتبع جنس البريمية من فصيلة نظيرات البريمية.